# レプタイル
『レプタイル』(英語: Reptile)は、2001年に発表されたエリック・クラプトンのスタジオ・アルバム。

## 解説
アルバム・ジャケットは少年時代のクラプトンの写真。本作の英文ライナーノーツで、クラプトンは叔父エイドリアン（2000年に亡くなった）への追悼文を寄せており、インストゥルメンタル「サン&シルヴィア」もエイドリアンと彼の妻に捧げた曲。
日本盤CDのみボーナス・トラック「ルージング・ハンド」収録。

## 収録曲
特記なき楽曲はエリック・クラプトン作。
1. レプタイル - Reptile
2. ガット・ユー・オン・マイ・マインド - Got You on My Mind (Joe Thomas & Howard Biggs)
3. トラヴェリン・ライト - Travelin' Light (J.J. Cale)
4. ビリーヴ・イン・ライフ - Believe in Life
5. カム・バック・ベイビー - Come Back Baby (Ray Charles)
6. ブロークン・ダウン - Broken Down (Simon Climie & Dennis Morgan)
7. ファインド・マイセルフ - Find Myself
8. アイ・エイント・ゴナ・スタンド・フォー・イット - I Ain't Gonna Stand for It (Stevie Wonder)
9. アイ・ウォント・リトル・ガール - I Want a Little Girl (Murray Mencher & Billy Moll)
10. セカンド・ネイチャー - Second Nature (Eric Clapton, S. Climie & D. Morgan)
11. ドント・レット・ミー・ビー・ロンリー・トゥナイト - Don't Let Me Be Lonely Tonight (James Taylor)
12. モダン・ガール - Modern Girl
13. スーパーマン・インサイド - Superman Inside (E. Clapton, Doyle Bramhall II & Susannah Melvoin)
14. サン&シルヴィア - Son and Sylvia
15. ルージング・ハンド - Losing Hand (Charles Calhoun)

## レコーディング・メンバー
- エリック・クラプトン - ボーカル、ギター
- アンディ・フェアウェザー・ロウ - ギター
- ドイル・ブラムホールII - ギター
- ポール・キャラック - キーボード
- ジョー・サンプル - キーボード
- ビリー・プレストン - ハモンドオルガン、ピアノ、ハーモニカ
- ティム・カーモン - ハモンドオルガン、ピアノ
- ピノ・パラディーノ - ベース
- ネイザン・イースト - ベース
- スティーヴ・ガッド - ドラムス
- パウリーニョ・ダ・コスタ - パーカッション
- ポール・ウォーラー - プログラミング
- インプレッションズ - コーラス[18]